# Novodmîtrivka, Petropavlivka
Novodmîtrivka (în ucraineană Новодмитрівка) este un sat în comuna Oleksandropil din raionul Petropavlivka, regiunea Dnipropetrovsk, Ucraina.

## Demografie
Componența lingvistică a localității Novodmîtrivka
     Ucraineană (90%)
     Rusă (10%)
Conform recensământului din 2001, majoritatea populației localității Novodmîtrivka era vorbitoare de ucraineană (90%), existând în minoritate și vorbitori de rusă (10%).